# Casa di Lou Kau
La casa di Lou Kao (in portoghese: Casa de Lou Kau; in cinese: 盧家大屋) è un edificio storico situato nella parrocchia di Sé, a Macao. L'edificio fa parte del centro storico di Macao, inserito nella lista del patrimonio dell'umanità dell'UNESCO il 15 giugno 2005.
Edificato nel 1889, l'edificio appartenne ad un ricco commerciante cinese di nome Lou Kai che lo rinominò Salone dell'Oro e della Giada (Kam Yuk Tong). Costruita con mattoni blu e in uno stile cinese legato alla tradizione, ma abbellito da decorazioni legate allo stile portoghese, la struttura venne inserita nella lista degli edifici di interesse culturale dal governo cittadino già dal 1992 e ristrutturata nel 2002. Venne riaperta al pubblico nel 2005, anno del riconoscimento a sito UNESCO.